# Ранеб
| G5 |

| G5 |

| N5 | V30 |

| N5 | V30 |

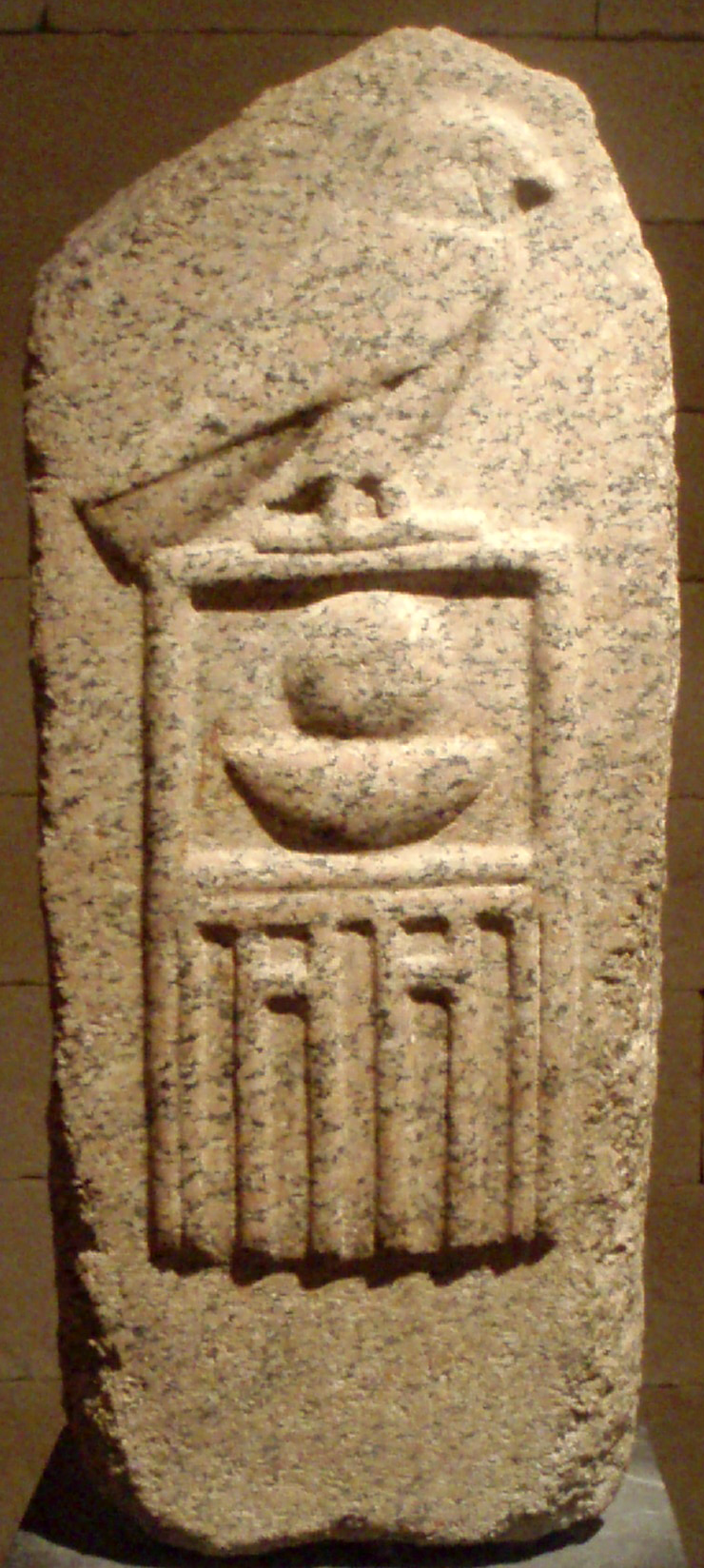
Стела с именем Ранеба

Хор Ранеб, Несу-Бит Уенег — египетский фараон II династии Раннего царства, правивший в XXIX веке до н. э. Тронное имя Небра царские списки называют как Какау, которое Манефон в греческом варианте передал под именем Каихос (Kaiekhos) или Кехоос (Kechoos). Его имя значит «Ра мой повелитель».
Немного известно о преемнике Хотепсехемуи, есть даже некоторые споры в прочтении его имени. Обыкновенно читался как «Ранеб» — «Ра (мой) повелитель». Но недавно мнение о его прочтении имени этого фараона изменило эти два элемента, и даёт прочтение как Ранеб — «Повелитель солнца». Согласно этому представлению, слово «Ра» — просто могло быть именем солнца, а не именем солнечного божества. Печати Небра были найдены галереях царской гробницы в Саккара, предполагается , что Ранеб следил за погребением своего предшественника. В подтверждении, что Ранеб следовал за Хотепсехемуи дают каменные сосуды из ступенчатой пирамиды, которые показывают сочетающиеся серехи этих двух фараонов, и статуей Хотепдиеф. Есть также кремнёвая миска Хотепсехемуи повторно надписанной Ранеб из комплекса пирамиды Менкаура. Та же самая практика была очевидно продолжена преемником Ранеб, начиная с сосуда с серехом Ранеб, снова используемая Нинечером, который был найдена в гробнице Перибсена в Абидосе.
Самый известный артефакт созданный для Ранеб, является прекрасная погребальная стела из розового гранита. Эта первая стела, которая появилась из места кроме Абидоса, и испытывает недостаток в верхнем крае, типичный для погребальных стел первой династии. Найденная в Мит - Рахина стела Ранеб стояла перед его гробницей, которая должна быть расположена в Саккара. Галереи гробницы построил Хотепсехемуи и были фактически присвоены его преемником. Галереи ниже западного горного массива и ниже северного двора ступенчатой пирамиды Нечерихета, возможно были гробницами фараонов II династии. На скалах Ранеб засвидетельствован только однажды: его серех вырезан на скальной породе 34 позади Армант в западной пустыне. Место близкое к древнему торговому маршруту, соединяющему долину Нила и западные оазисы. Надписи представляют Ранеб устанавливающего экспедиции вне долины Нила.
Манефон отводит этому фараону 39 лет правления, что оспаривается современными учёными по причине слишком незначительного количества памятников со времени его правления.